# Eddie Jefferson
Eddie Jefferson (3 de agosto de 1918 - 9 de mayo de 1979)  fue un vocalista y letrista de jazz estadounidense. Se le atribuye el mérito de ser un innovador del vocalese, un estilo musical en el que las letras se ajustan a una composición instrumental o a un solo. El propio Jefferson afirma que su principal influencia fue Leo Watson. Quizás la canción más conocida de Jefferson sea "Moody's Mood for Love", que fue grabada en 1952, aunque dos años más tarde una grabación de King Pleasure catapultó el contrafacto a una gran popularidad (King Pleasure incluso cita a Jefferson como una influencia personal). Las grabaciones de Jefferson de "Parker's Mood" de Charlie Parker y "Filthy McNasty" de Horace Silver también fueron éxitos. 

## Biografía
Jefferson nació en Pittsburgh, Pensilvania, Estados Unidos.  Una de sus grabaciones más notables, "So What", combinó la letra del artista Christopher Acemandese Hall con la música de Miles Davis para resaltar sus habilidades y le permitió convertir una frase en su estilo que él llama jazz vocalese. 
La última actuación grabada de Jefferson fue en el Joe Segal's Jazz Showcase en Chicago y fue lanzada en video por Rhapsody Films. Compartió el escenario con Richie Cole (saxo alto), John Campbell (piano), Kelly Sill (bajo) y Joel Spencer (batería). La actuación fue parte de una gira que Jefferson y Cole dirigieron juntos. Su noche inaugural en Detroit, Michigan, fue en Baker's Keyboard Lounge, un club de jazz construido en la década de 1930 que ha acogido a músicos famosos, incluidos aquellos que abarcaron el género con artistas tan diversos como Dexter Gordon y Sonny Stitt.
Una grabación en vivo inédita de julio de 1976 fue lanzada en agosto de 2009 como Eddie Jefferson At Ali's Alley, con el quinteto del baterista Rashied Ali.
The Manhattan Transfer honró tanto a Jefferson como a Coleman Hawkins en su versión vocal de "Body and Soul" en su álbum Extensions en 1979.
Eddie Jefferson fue asesinado a su salida del Baker's Keyboard Lounge el 8 de mayo de 1979, con sesenta años. Había salido junto a su compañero de actuación, el líder de la banda Richie Cole, alrededor de la 1:35 de la madrugada y recibió un disparo mientras salía del edificio. Se vio un Lincoln Continental último modelo saliendo a gran velocidad del lugar. El conductor fue detenido más tarde por la policía de Detroit e identificado como un bailarín descontento con el que Jefferson había trabajado una vez y al que había despedido de un concierto. El sospechoso fue acusado de asesinato, pero más tarde absuelto en el juicio celebrado en Detroit.

## Discografía
- Letter from Home (Riverside, 1962)
- Body and Soul (Prestige, 1968)[5]
- Come Along with Me (Prestige, 1969)
- The Bebop Singers with Annie Ross, Joe Carroll (Prestige, 1970)
- Things Are Getting Better (Muse, 1974)
- Still on the Planet (Muse, 1976)
- The Jazz Singer (Inner City, 1976)
- The Main Man (Inner City, 1977)
- The Live-Liest (Muse, 1979)

Con Richie Cole
- New York Afternoon (Muse, 1977)
- Alto Madness (Muse, 1977)
- Keeper of the Flame (Muse, 1979)
- Live at the Douglas Beach House 1978 (Just Jazz, 1995)
- Hollywood Madness (Muse, 1979)

Con Dexter Gordon
- Great Encounters (Columbia , 1979)

Con James Moody
- Moody's Workshop (Prestige, 1954)
- Hi Fi Party (Prestige, 1955)
- Flute 'n the Blues (Argo, 1956)
- Moody's Mood for Love (Argo, 1957)
- Hey! It's James Moody (Argo, 1959)
- Cookin' the Blues (Argo, 1964)
- Don't Look Away Now! (Prestige, 1969)
- James Moody's Heritage Hum (Perception, 1971)

Con Frank Wright
- Kevin, My Dear Son (Recorded: October 1978) (Chiaroscuro, 1979)[6]